# Недошовенко Тамара Федорівна
Тамара Федорівна Недошо́венко (нар. 2 листопада 1950, Кунів) — українська художниця і педагог; член Спілки радянських художників України з 1978 року.

## Біографія
Народилася 2 листопада 1950 року в селі Куневі (нині Шепетівський район Хмельницької області, Україна). Дочка художника Федора Недошовенка, сестра художниці Олени Недошовенко-Довганенко. 1975 року з відзнакою закінчила Київський художній інститут, де навчалася у Віктора Шаталіна; 1978 року — Вищі творчі курси Академії мистецтв СРСР, де була ученицею Сергія Григор'єва.
Після здобуття мистецької освіти перебувала на творчій роботі. З 1994 року — у Київській академії декоративно-прикладного мистецтва та дизайну: з 2018 року — старший викладач факультету декоративно-прикладного мистецтва, доцент кафедри живопису; одночасно протягом 2003—2008 років — доцент кафедри прикладного мистецтва і дизайну реклами Інституту підприємництва, права і реклами; за сумісництвом у 2010—2015 роках — доцент кафедри графічного дизайну і реклами Національної академії керівних кадрів культури і мистецтв. Серед учнів: Марина Ващенко, Тетяна Прачук.
Мешкає у Києві в будинку на бульварі Марії Примаченко, № 2.

## Творчість
Працює у галузях станкового (у реалістичній манері пише портрети, пейзажі, натюрморти) та монументального живопису. Серед робіт:
станковий живопис
- «Гуцульське весілля» (1975);
- «Зимовий краєвид» (1976);
- «Яхт-клуб» (1976);
- «Романс» (1977);
- «Товариш» (1979);
- «Пісня про Київ» (1982);
- «Лікар» (1984);
- «У прифронтовому лісі» (1985);
- «Весняні турботи» (1987);
- «Осінь на Вайгачі» (1988);
- «Батько» (1988);
- «Біля приплава» (1988);
- «Оленярі» (1989);
- «Ромашки» (1989);
- «Натюрморт із горобиною» (1989);
- «Захід сонця» (1989);
- «Краєвид України» (1990);
- «Півонії» (1992);
- «Тарас Шевченко» (1994);
- «Портрет Людмили» (1995);
- «Троянди» (1996);
- «Богдан Хмельницький» (1997);
- «Біля причалу» (1997);
- «Тетяна Гльоза» (1997);
- «Надвечір'я» (1998);
- «Ранок у парку» (2000);
- «Лілеї» (2006);
- «Льодохід на Дніпрі» (2007);
- «Тарас Шевченко в Корсуні» (2010);
- «Лікар-голкорефлексотерапевт О. Недошовенко» (2010);
- «Льодохід на Дніпрі» (2010);
- «Михайло Щепкін» (2011);
- «Передчуття тривоги» (2012);
- «Теплий жовтень» (2015);
- «Човни» (2017).

розписи у Києві
- Михайлівського Золотоверхого собору («Святий Феофіл», «Святий Горгоній», «Святий Дометіан», «Святий Уліан», «Святий Євдоким»; усі — 1999; «Іов Борецький», «Єлисей Плетенецький»; обидва — 2002);
- Надбрамної Василівської Трьохсвятительської церкви («Хрещення Господнє», «Шлюб у Кані Галілейській»; обидва — 2005);
- Успенського собору (2013);
- Церкви святих жінок-мироносиць (ікона-диптих «Воскресіння Христове. Жінки-мироносиці», 2015).

Учасниця обласних, всеукраїнських, всесоюзних та закордонних художніх виставок з 1975 року. Персональні виставки відбулися у Києві у 1995, 2010, 2018 роках.
Роботи художниці зберігаються у зібранні Міністерства культури та інформаційної політики України, Одеському, Чернігівському та Донецькому художніх музеях, Кременецькому краєзнавчому музеї, Музеї Тараса Шевченка в Пекіні, у приватних колекціях у Сполучених Штатах Америки, Франції.

## Відзнаки[1]
- Диплом Академії мистецтв СРСР (1980);
- Медаль «У пам'ять 1500-річчя Києва» (1983);
- Подяка Прем'єр-міністра України (2008);
- Премія імені Федора Кричевського (2010);
- Заслужений діяч мистецтв України (2017)[3];
- Грамота Київської державної академії декоративно-прикладного мистецтва і дизайну імені Михайла Бойчука (2018).

## У мистецтві
У 2000 році олійний портрет співачки написала українська художниця Ніна Божко.